# Clan of Xymox
„Clan of Xymox“ (произнася се Клан ъф Займъкс), също и само Xymox за известно време, е даркуейв/готик рок група, създадена в град Неймеген, Нидерландия от Рони Морингс, Анке Волберт и Питер Нотен през 1983 г.

## История

### 1980-те години
Групата започва със самостоятелно издаденото EP „Subsequent Pleasures“ под името Xymox. По това време групата се състои от Рони Морингс на китара и вокали, Анке Волберт на бас китара и вокали и Питер Нотен на кийрборди и вокали. Запознаването им с Брендън Пери и Лиза Жерар от Dead Can Dance им осигурява възможността да тръгнат на съвместно турне с австралийското дуо и впоследствие предложението да подпишат договор със звукозаписната компания 4AD Records.
Групата променя името си от Xymox на Clan of Xymox, след което през 1985 триото издава едноименния си дебютен албум, който веднага поражда сравнения с Joy Division и The Cure. През 1986 излиза вторият им студиен албум „Medusa“, който е естествено продължение на мрачната и тягостна атмосфера създадена още с дебютното им издание.
На следващата година Clan of Xymox записват песента „Muscoviet Musquito“, която е включена в специалната компилация на лейбъла 4AD „Lonely Is an Eyesore“, чиято основна цел е да покаже разнообразието от издавани от компанията групи и изпълнители.
През 1988 Clan of Xymox напускат лейбъла 4AD, а Питер Нотен напуска групата и името Xymox отново започва да се ползва като официално наименование на проекта. Xymox подписват договор с Wing Records, която от своя страна е собственост на музикалния гигант Polygram. През 1989 групата издава албума „Twist of Shadows“, който се оказва техният най-голям комерсиален успех, успявайки да реализира продажби от приблизително 300 000 копия. С това си издание Xymox се доказат като една дръзка група, която може да експериментира стилово дори и когато е подписала договор с голяма звукозаписна компания. От „Twist of Shadows“ са издадени три сингъла: „Obsession“, „Imagination“ и „Blind Hearts“, които успяват да достигнат както до алтернативните, така и до клубните среди.

### 1990-те години
Скоро след комерсиалния им успех към групата отново се присъединява Нутен и през 1991 г. излиза четвъртият им студиен албум „Phoenix“. Критиците оценяват изключително положително записа, но той не успява да реализира толкова добри продажби, колкото предшественика си, въпреки голямата подкрепа от феновете им от САЩ. Малко след излизането на този албум Xymox тръгват на световно турне, което е напълно разпродадено. Скоро след турнето лейбъла Wing официално спира да съществува и след като групата получава отказ да бъде издаден албума им „Metamorphosis“ Нутен и Волберт окончателно напускат бандата.
След напускането на двама от основните членове на Xymox към Морингс се присъединява бас китаристката Мойца Зугна, която отговаря и за арт оформлението на албумите на дуото. В две последователни години двамата записват албумите „Metamorphosis“ (1992) и „Headclouds“ (1993), които са издадени от независимия лейбъл Zok Records. Впоследствие Морингс преценява, че е време групата да направи значителни музикални промени. Така типичното за тях хорално звучене и хипнотични електро ритми се допълват от цяла нова гама стилове и влияния, които отвеждат групата в ерата танцувалнта музика на 90-те години. Със сингъла си „Reaching Out“ Xymox максимално се доближават до влизане в британския топ 40 заради изключително усиленото въртене на песента по местните радиостанции. След издаването на „Headclouds“, Морингс си взема почивка от музиката в търсене на стилово развитие на проекта му.
През 1994 г. Xymox преиздават мини албума си „Subsequent Pleasures“, който през 1984 е издаден в ограничен тираж от едва 500 копия. Без изричното разрешение на групата Zok Records издават ремикс албум, който включва само радио версии на песни от албумите „Metamorphosis“ и „Headclouds“.
През 1997 Рони Морингс слага край на ерата Xymox и възражда името Clan of Xymox. Групата подписва договор с американско-немската звукозаписна комания Tess Records и в същата година издават албума „Hidden Faces“. Морингс определя този албум като логическото продължение на музиката на Clan of Xymox от началото на 80-те. Групата тръгва на турне, включвайки в обиколката си немските фестивали Wave-Gotik-Treffen и Zillo, където са ко-хедлайнери. В Германия двата сингъла от „Hidden Faces“ „Out of The Rain“ и „This World“ достигат топ 10 в класациите за независима музика. През следващите три години излизат албумите „Creatures“ (1999) и „Notes from the Underground“ (2001), които представят ново звучене комбиниращо китари с електронна музика и доближавайки се доста по-близо до стандартния електро-готик стил, спечелвайки им още повече почитатели в готик средите.

### Последни години
След множество молби от страна на феновете си „Clan of Xymox“ издават първия в музикалната си история концертен албум носещ заглавието „Live“. Самият албум представлява два диска, които включват 19 песни и два клипа. Групата по време на концертния запис се състои от Рони Морингс на китара и вокали, Мойца Зугна на бас китара, Руй Рамос на електронни барабани и Нина Симич на кийборди. Всичите песни включени в албума са записани по време на турнето им в Централна и Южна Америка през 1999 г. и спокойно може да се счита и за техен албум с най-доброто от тях.
През април 2002 групата издава и първият си официален ремикс албум „Remixes from the Underground“, който включва всички песни от студийния албум Notes from the Underground. Песните са ремиксирани от такива имена като Assemblage 23 и Front 242. През същата година Clan of Xymox издават и първият си видео диск. На следващата година е издаден албумът Farewell, а през 2004 и първият ом официален албум с най-доброто от групата носещ името „The Best of Clan of Xymox“. През април 2006 г. излиза и последният им дотогава студиен албум „Breaking Point“. През май 2007 излиза самостоятелният сингъл „Heroes“, който включва две интерпретации на едноименната песен на Дейвид Бауи.
„Clan of Xymox“ е базирана в Лайпциг, Германия и се състои от Рони Морингс, който е продуцент, композитор и текстописец на целия материал. По време на концертните изпълнения към Морингс се присъединяват и Мойца Зугна на бас китара, Марио Усай на китара, Агнес Яспер, Денис Дейкстра и Ивон де Рей на кийборди.
През 2008 „Clan of Xymox“ са на продължително световно турне, което за първи път включва дата и в България. Концертът на групата в България е предвиден да се състои на 20 декември т.г. През същата година Clan of Xymox издават първото си ДВД „Visible“, което предходжа поредния им студиен албум, който се очаква да излезе към края на 2008, началото на 2009.

## Концерт в България
На 20 декември 2008 г. „Clan of Xymox“ изнасят първия си концерт пред българска публика. Концертът се провежда в Парти център 4-ти КМ, а подгряващи са българската ню-уейв група Ревю. Песните, които изпълняват на концерта са както следва:
| - „It's Not Enough“ - „Weak In My Knees“ - „This World“ - „Jasmine and Rose“ - „Louise“ - „Calling You Out“ - „Emily“ - „Stranger“ - „Farewell“ - „Innocent“ - „No Tomorrow“ |  | Бис 1 - „Crawiling“ - „Cry In The Wind“ - „A Day“ Бис 2 - „Obsession“ - „Out Of The Rain“ Бис 3 - „Muscoviet Musquito“ |

- Ивон де Рей
- Марио Усай
- Рони Морингс и Марио Усай
- Рони Морингс
- Clan of Xymox
- Clan of Xymox
- Рони Морингс

## Дискография

### Албуми
| Като Xymox: - „Subsequent Pleasures“ (1983) - „Twist of Shadows“ (1989) - „Phoenix“ (1991) - „Metamorphosis“ (1992) - „Headclouds“ (1993) - „Remix“ (1994) |  | Като Clan of Xymox: - „Clan of Xymox“ (1985) - „Medusa“ (1986) - „Subsequent Pleasures“ (1994/2001 – преиздаден) - „Hidden Faces“ (1997) - „Creatures“ (1999) - „Live“ (2000) - „Notes from the Underground“ (2001) - „Remixes from the Underground“ (2002) - „Farewell“ (2003) - „The Best of Clan of Xymox“ (2004) - „Breaking Point“ (2006) - „In Love We Trust“ (2009) - „Darkest Hour“ (2011) - „Kindred Spirits“ (2012) - „Matters Of Mind, Body & Soul“ (2014) |

### Сингли
| Като Xymox: - Blind Hearts (1987) - „Imagination“ (1989) - „Obsession“ (1989) - „At the End of the Day“ (1991) - „Phoenix of My Heart“ (1991) - „Dream On“/„XDD“ (1992) - „Reaching Out“ (1993) - „Spiritual High“ (Club Mix) (1993 – промо) |  | Като Clan of Xymox: - „A Day“ (1985) - „A Day“/„Stranger“ (1985) - „Louise“ (1986) - Muscoviet Musquito (1986) - „Out of the Rain“ (1997) - „This World“ (1998) - „Consolation“ (1999) - „Liberty“ - „There's No Tomorrow“ (2002) - „Weak In My Knees“ (2006) - Heroes (2007) |